# Alioum Alhadji Hamadou
Alioum Alhadji Hamadou est né dans le Diamaré, région de l'Extreme Nord au Cameroun, est un ex-sportif et homme politique Camerounais. Il est Sénateur au Sénat du Cameroun, et Président du Sahel FC.

## Biographie

### Enfance, éducation et débuts
Alioum Alhadji Hamadou, natif de Maroua, est un ancien footballeur qui a atteint les sommets au Cameroun. En mars 2000, il est nommé chef du département des Finances de la Fédération camerounaise de football. Alioum Ahmadou se lance dans la politique en  2002 et intègre le Rassemblement Démocratique du Peuple Camerounais (RDPC). Il fonde aussi le club de football Sahel FC dans les années 2000.

### Carrière
Au début des années 1990, Alioum Ahadji était un footballeur passionné, défendant avec ardeur les couleurs de son équipe. En 2000, il fait un tournant décisif dans sa carrière en prenant la tête du département des finances de la Fédération Camerounaise de Football (Fecafoot).
Alioum Alhadji se distingue politiquement au sein du Rassemblement Démocratique du Peuple Camerounais (RDPC), remportant les primaires qui lui ouvrent la voie pour le double scrutin municipal et législatif du 30 juin 2002. Cette victoire fait de lui l'un des plus jeunes élus de son époque.
En 2015, il est 1ᵉʳ Vice-Président de bureau exécutif de la Fecafootjusqu'à la fin du mandat.
En 2013, sa carrière politique atteint un nouveau sommet lorsqu'il est élu sénateur de la région de l'Extrême-Nord, une fonction qu'il continue d'exercer jusqu'à nos jours. En plus de ses responsabilités politiques, Alioum Ahadji est également le président du Sahel FC de Maroua, un club de football qu'il dirige, contribuant ainsi au développement du sport local dans la région.
En 2023, il est secrétaire du bureau du groupe parlementaire RDPC au Sénat.